# Liste de cocktails par type d'alcool

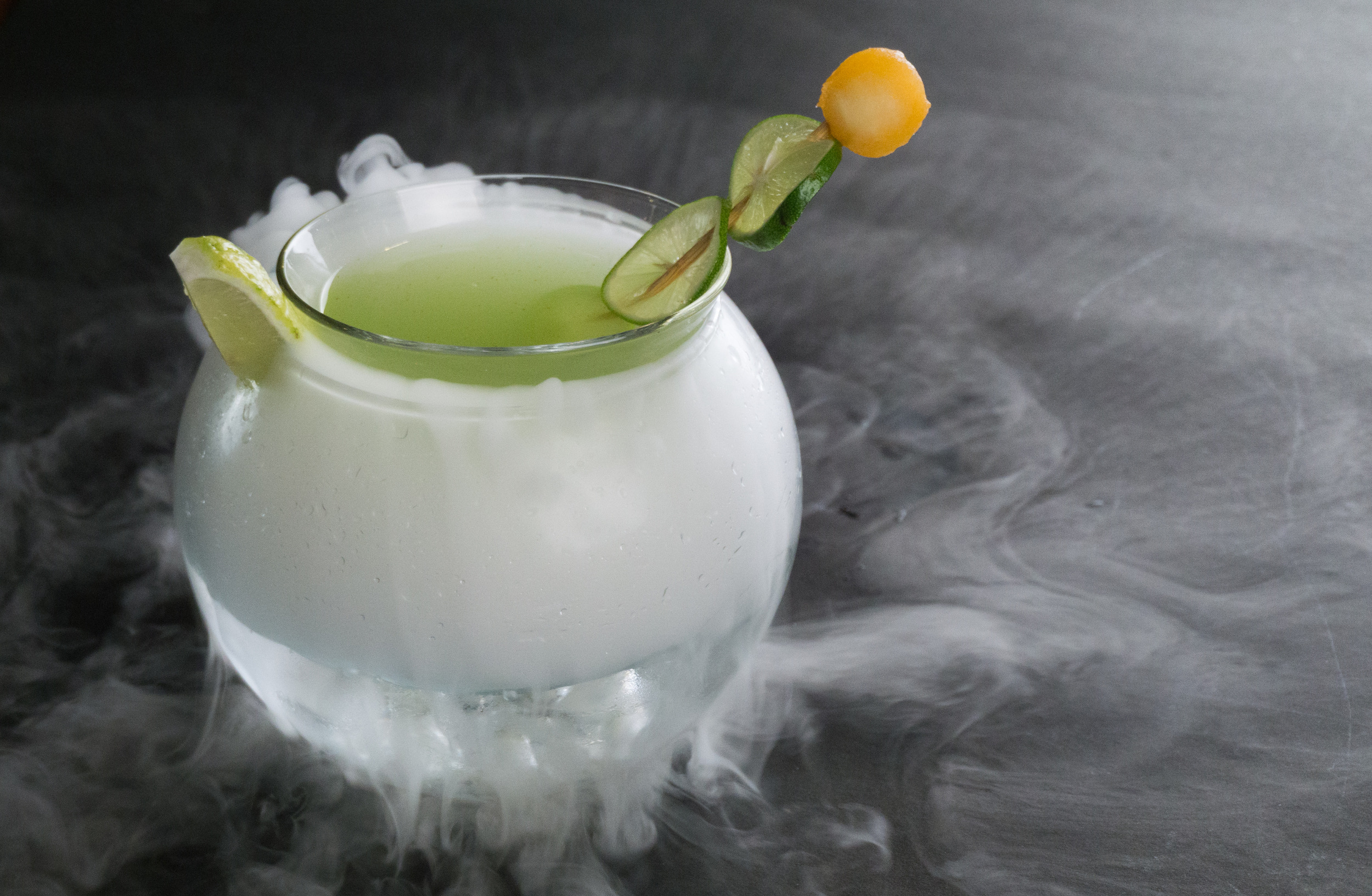
Cocktail coupe de feu, à base de tequila.

Cette liste, non exhaustive, présente les cocktails avec pour base différents alcools :

## Absinthe

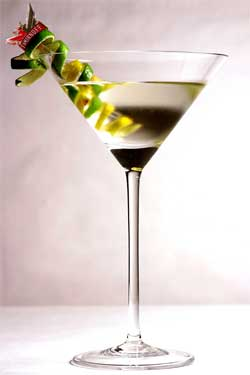
Un vesper

- Mort dans l'après-midi[1]
- Vesper vert[2].

## Bière

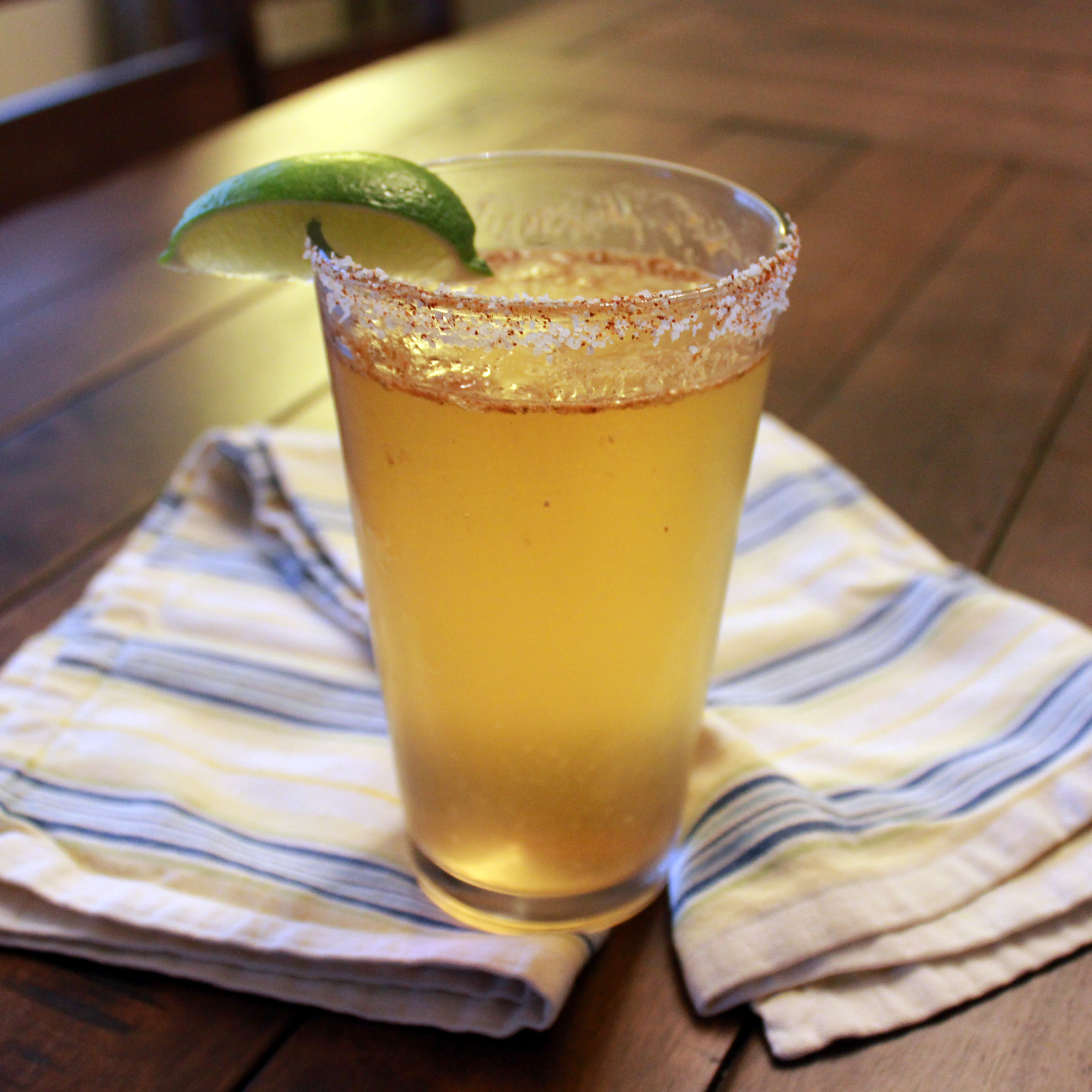
Un Michelada

- Berliner Weiße[3]
- Black and Tan[4]
- Black velvet[5]
- Boilmaker[6]
- Diesel[7]
- Hangman's Blood[8]
- Irish Car Bomb[9]
- Michelada[10]

- Monaco[11]
- Panaché[12]
- Picon[13]
- Porchcrawler[14]
- Sake bomb[15]
- Snakebite [16]
- Tango[17]
- Twist[18]
- U-Boot[19]
- Valse[20]
- Yorsh[21]
- Zythogala[22]

## Cachaça

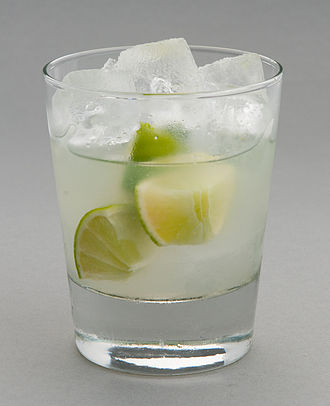
Une caïpirinha.

- Batida[23]
- Caïpirinha[24]
- Rabo-de-Galo[25]

## Cognac ou brandy
- Alexander (IBA)[26]
- Bandista[27]
- Baccara[28]
- French Connection (IBA)[29]
- East India[30]
- Futschi[31].
- Horse's Neck[32]
- Knickebein[33]
- Pink Love[34]
- Sidecar[35]
- Summit[36]
- Sol y sombra[37]
- Stinger[38]

## Gin
- Army & Navy[39]
- Aqua Velva[40]
- Blue Lady[41]
- Blue Moon[42]
- Cardinal[43]
- Dry Martini
- Gin Basil Smash[44]
- Gin Fizz (IBA)[45]
- Gin Tonic[46]
- Last Word[47]
- Long Island iced tea[48]
- Negroni (IBA)[49]
- Pink gin[50]
- Pink Lady[51]
- Royal Romance[52]
- Singapore sling (IBA)[53]
- Tuxedo[54]
- White Lady (IBA)[55]

## Pastis
- Feuille morte[56]
- Mauresque[57]
- Perroquet[58]
- Rourou[59]
- Tomate[60]

## Rhum
- Airmail
- Bacardi[61]
- Blow My Skull Off[62]
- Blue Hawaii[63]
- Canchánchara[64]
- Cuba libre (IBA)[65]
- Daïquiri[66]
- El Presidente[67].
- Flamingo[68]
- Grog[69]
- Macuá[70]
- Mai Tai (IBA)[71],[72]
- Menyul[73]
- Mojito (IBA)[74]
- Old Cuban[75]
- Ouragan[76]
- Painkiller[77]
- Petroleum Malum[78]
- Piña colada (IBA)[79]
- Ti-punch[80]
- Zombie[81]

## Tequila
- Margarita[82]
- Tequila sunrise[83]

## Vins
- Champagne cocktail (IBA)[84]
- Communard[85]
- Kir (IBA)[86]
- Mimosa[87]
- Sangria[88]
- Soupe angevine[89]
- Soupe champenoise[90]
- Spritz (IBA)[91]

## Vodka
- Bloody Mary [92]
- Blue Lagoon[93]
- Colombia [94]
- Cosmopolitan[95]
- Mule[96]
- Russe blanc[97]
- Screwdriver[98]
- Sex on the beach[99]
- Tip and Top[100]
- Vodka-Red Bull[101]
- Vodka Martini

## Whisky/Bourbon
- Algonquin[102]  (whisky de seigle)
- Amber Moon[103]
- Blue blazer
- Boulevardier[104]
- Irish coffee[105]
- Lynchburg Lemonade[106]
- Manhattan[107]
- Mint julep[108]
- Old Fashioned[109]
- Trinidad sour(IBA)[110],[111]
- Whisky coca[112]
- Whiskey sour[113]

## Autres alcools
- Adonis[114]
- Bamboo[115]
- Cervelle de singe[116]
- Grüne Wiese[117]
- Longines[118]
- Porn star martini[119]